# Siri Thoresen
Siri Thoresen, född 1 september 1962, är en norsk psykolog och expert på militärpsykologi. Hon är forskningsprofessor vid Nasjonalt kunnskapssenter om vold og traumatisk stress (NKVTS), och arbetar med psykiskt trauma orsakats av krig, katastrofer och terrorism, samt sexuellt våld.
Hon är klinisk psykolog och dr.psychol. från Universitetet i Oslo.  Hon arbetade som chefspsykolog för biståndsorganisationen Norsk Folkehjelp i Tuzla i Bosnien och Hercegovina under Bosnienkriget 1994. Från 1996 var hon anställd i Norska försvarets sjukvårdstjänst, där hon arbetade med stresshantering i internationella militära operationer. Hon var forskare vid Institutionen för psykologi vid Universitetet i Oslo från 2001, seniorforskare vid NKVTS 2005–2015 och är från 2015 forskningsprofessor vid NKVTS. Hennes forskning handlar bland annat om terrorattentaten i Norge 2011.